# Велика хвиля в Канаґаві
«Під хвилею Канаґавського моря» (яп. 神奈川沖浪裏, かながわおきなみうら, Канаґава-окі намі ура) — гравюра японського художника Хокусая. На гравюрі зображена величезна хвиля, що нависла над човном у морі біля місцевості Канаґава (сучасне місто Йокогама, префектура Канаґава). Гора Фуджі видніється вдалині під хвилею, і є тлом для основної дії на картині. Вперше опублікована в 1832 році, як перша гравюра в серії Тридцять шість видів Фудзі. Як і всі інші гравюри з цієї серії, є пейзажем гори Фуджі. Найвідоміший твір митця. Копії твору знаходяться в Метрополітен-музеї в Нью-Йорку, Британському музеї в Лондоні, в будинку Клода Моне в Живерні, Франція. Інші назви — «Велика хвиля Канаґави» (англ. The Great Wave off Kanagawa) або «Велика Хвиля» (англ. The Great Wave). 